# Physoplatys nitidus
Physoplatys nitidus là một loài nhện trong họ Thomisidae.
Loài này thuộc chi Physoplatys. Physoplatys nitidus được Eugène Simon miêu tả năm 1895.